# Punter làser
|  | No s'ha de confondre amb Apuntador làser. |

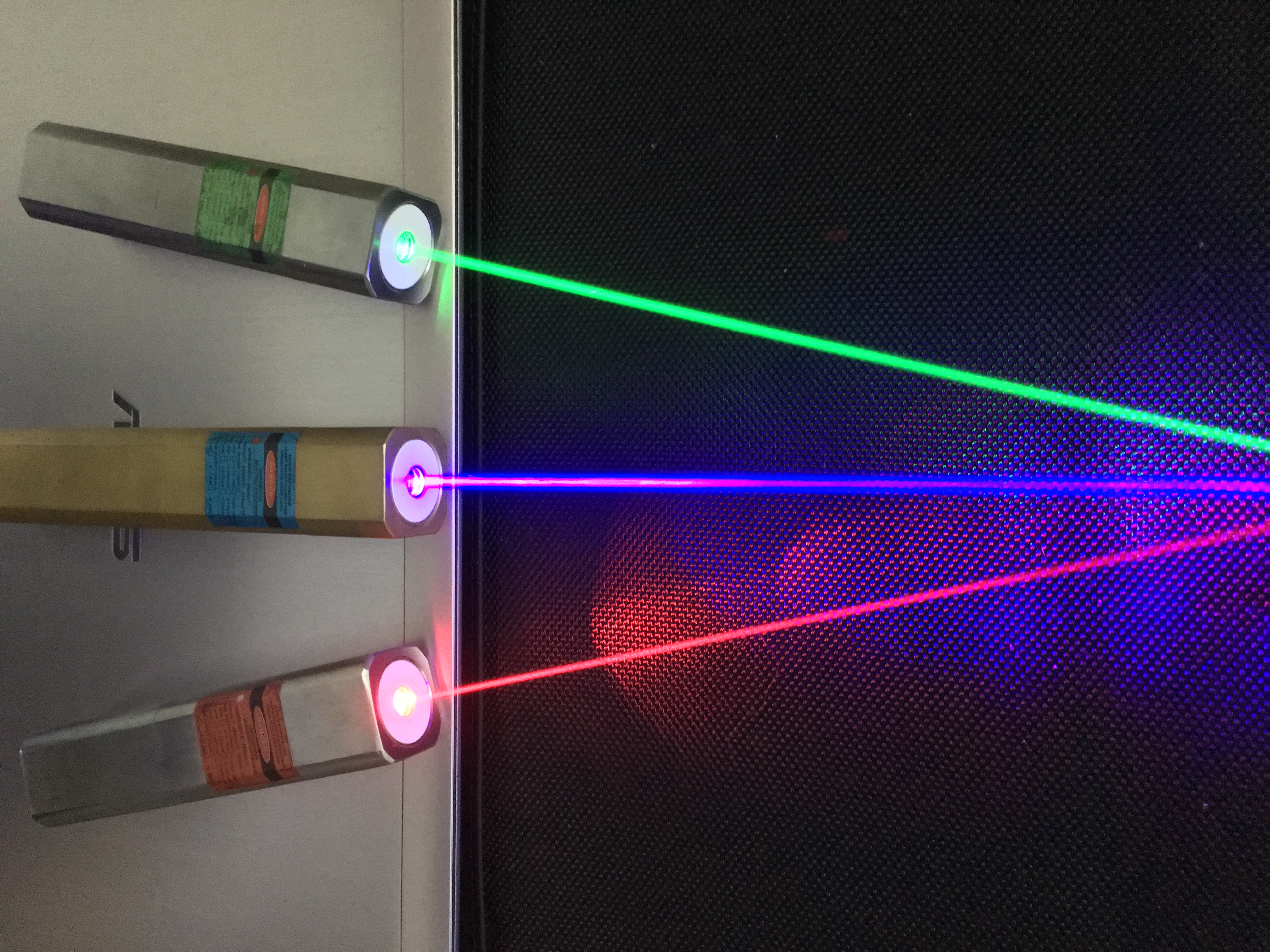
Punters làser.

Un punter làser és una eina utilitzada pels professors per assenyalar objectes en un tauler o pantalla. És la versió moderna de la vareta d'abans. Basat en un díode làser de color vermell, normalment pren la forma d'un bolígraf o un clauer. Equipat amb un polsador, s'alimenta amb piles. Hi ha una versió " alta tecnologia », per a ponents, de la famosa navalla suïssa. Està equipat amb un bolígraf, il·luminació LED, un punter làser i una clau USB. A més, es poden equipar amb un receptor USB, que permet passar les diapositives d'una presentació de diapositives gràcies al punter làser.

## Colors
Els primers punters làser vermells llançats a principis de la dècada de 1980 eren dispositius grans i poc manejables que es venien per centenars de dòlars. Avui en dia, són molt més petits i menys cars. Les longituds d'ona més habituals són aprox. 638 i 650 nm.
Un anunci el 2009 d'un làser verd directe (que no requereix duplicació) amb una eficiència molt més alta i va fomentar el desenvolupament.
El 2012, Nichia i OSRAM van desenvolupar i van fabricar díodes làser verds d'alta potència comercials (515/520). nm), que pot emetre làser verd directament.

## Classes
La Comissió Electrotècnica Internacional (IEC) ha classificat els punters làser en cinc categories:
- Classe 1 : la potència de sortida no pot causar danys als ulls.
- Classe 2 : la potència de sortida és inferior a 1 mW . En cas d'exposició, el reflex natural de parpellejar els ulls i girar el cap és suficient per protegir-se del risc de lesions.
- Classe 3A : la potència de sortida és inferior a 5 mW, la qual cosa limita la potència que arriba a la retina a 1 mW quan la pupil·la està dilatada al màxim (obertura estimada a 7 mm ).Per tant, l'exposició accidental a un làser de classe 3A no hauria de ser més perillosa que l'exposició a un làser de classe 2
- Classe 3B : la potència de sortida és inferior a 500 mW, suficient per causar danys oculars que es descriuen a partir d'una potència de 150 mW.[6]
- Classe 4 : la potència de sortida és de més de 500 mW . Aquests làsers poden causar danys als ulls i a la pell i fins i tot provocar que s'encenguin els objectes als quals estan destinats.

En certs països, la fabricació, importació i venda de dispositius làser per sobre de la classe 2 està estrictament limitada .

## Assenyaladors
Els punters làser vermells es poden utilitzar en gairebé qualsevol situació interior o amb poca llum on assenyalar detalls a mà pot ser inconvenient, com ara en treballs de construcció o decoració d'interiors. Els punters làser verds es poden utilitzar amb finalitats similars, així com a l'aire lliure a la llum del dia o per a distàncies més llargues
Els punters làser s'utilitzen sovint en presentacions educatives i empresarials i demostracions visuals com a dispositiu d'indicació atractiu. Els punters làser milloren la guia verbal donada als estudiants durant la cirurgia. El mecanisme d'explicació suggerit és que la tecnologia permet una guia més precisa de la ubicació i la identificació de les estructures anatòmiques.

## Altres aplicacions

### Robòtica
Els punters làser s'utilitzen en robòtica, per exemple, per al guiat làser per dirigir el robot a una posició de meta mitjançant un raig làser, és a dir, mostrant les posicions de la meta al robot òpticament en lloc de comunicar-les numèricament. Aquesta interfície intuïtiva simplifica la direcció del robot mentre que la retroalimentació visual millora la precisió de posicionament i permet la localització implícita.

### Armes
Els punters làser alineats amb precisió s'utilitzen com a punts de mira làser per apuntar una arma de foc.

### Astronomia

Designant Betelgeuse i Zeta Orionis a Orion amb un làser verd.

Els punters làser verds també es poden utilitzar per a l'astronomia amateur. Els làsers verds són visibles a la nit a causa de la dispersió de Rayleigh i la pols aerotransportada, permetent a algú assenyalar estrelles individuals a les altres properes. A més, aquests punters làser verds són utilitzats habitualment pels astrònoms de tot el món en festes d'estrelles o per fer conferències d'astronomia. Els punters làser d'astronomia també es munten habitualment en telescopis per tal d'alinear el telescopi a una estrella o ubicació específica. L'alineació làser és molt més fàcil que l'alineació mitjançant l'ocular.
Els astrònoms aficionats utilitzen punters làser verd (532 nanomètres) per assenyalar objectes celestes durant les sessions d'introducció. La dispersió de la llum a l'atmosfera terrestre fa que el raig sigui clarament visible per al públic i permet assenyalar els objectes amb gran precisió. Aquests punters estan equipats amb làsers classe 3A (5 mW ) o classe 3B (<500 mW ).